# 光禅寺
光禅寺（こうぜんじ）は、山形市鉄砲町にある曹洞宗の寺院。山号は天瀧山。最上義光の菩提寺として知られる。

## 起源と歴史
慶長年間に最上義光が自らの菩提寺とするため、現在の大石田町にある向川寺の9世、春林禅冬を招請して開創した。寺領は250石。当初は現在の七日町（当時の名称では三日町）にあり、慶長寺という名称であった。最上義光は慶長19年（1614年）に没し、葬儀も慶長寺で行われた。この際、寒河江十兵衛尉ら4人が殉死している。
その後、江戸幕府の社寺法規により年号を寺院名とすることが禁じられたため、元和年間に最上家親により光禅寺と改称された。
元和8年（1622年）に最上氏が改易となって近江国大森藩に移封されると、磐城国の磐城平藩（現在のいわき市）から鳥居忠政が山形に転封された。忠政が父元忠の菩提寺である長源寺を平から移すことになった際、光禅寺の寺地を使用することとなった。このため光禅寺は現在地に移転させられ、義光や殉死者の遺骸も改葬された。移転にあたっては諏訪神社前にあり既に廃寺となっていた天正寺を移築したとされる。改葬には最上氏の浪人500人から600人が集まって義光の遺骸を光禅寺に運んだといわれ、その後も山形に残った最上氏の旧家臣らにより寺が護持されてきた。移転の際に寺や住民と共に「三日町」の地名も同時に移転し、元の場所は「元三日町」と呼ばれるようになった。
江戸時代に入っても光禅寺には義光から寄進された250石がそのまま幕府から朱印地として認められ、財政的には恵まれた寺院であった。嘉永年間の記録によれば、6718坪の境内地に234坪の本堂があったとされる。
明治27年（1894年）の山形市南部大火により、観音堂と鐘楼を残して全焼。貴重な宝物や古文書なども失われた。現本堂は大正2年（1913年）の再建である。

## 境内と庭園
現在でも約5千坪の境内地に、約900坪の庭園、115坪の本堂を持つ。境内には最上家11代義光、12代家親、13代義俊の墓と、義光に殉死した4家臣の墓が存在する。
庭園は江戸時代初期の作とされる遠州流心字の池があり、山形市の名勝に指定されている。築庭年代や作者名は不明だが、山形県内では最も古い庭園のひとつであり、東北地方でも屈指の歴史を持つ。このほか、斯波兼頼に関係があるとされる永和2年（1376年）に建てられた板碑が山形市有形文化財に指定されている。

## 交通アクセス
- 山形駅から1.2km。山交バス六小前下車4分。

### 註釈
1. 1 2  資料により相違があり、慶長元年（1596年）とする場合のほか慶長7年（1602年）とされる場合もある。
2. ↑  總持寺を本山とし、東北地方における曹洞宗の古刹である。
3. ↑  最上家は1400年代付近から曹洞宗に転じており、向川寺も以前から最上家の外護を受けていた。また最上家には義光以前から自身や父母の菩提寺として禅寺を開基する例があり、4代満家、6代義秋が該当する[2]。
4. ↑  前者は光禅寺の門前町として現在も住居表示上の地名が残っているが、後者は町名の変更により失われている。